# Jefferson Antonio Montero Vite
Jefferson Montero (nascut a Babahoyo, Equador, l'1 de setembre del 1989) és un futbolista professional equatorià que actualment juga a les files del Swansea City.

## Carrera futbolística

### Inicis
Jefferson Montero va començar jugant en les categories juvenils de l'Emelec. Des d'allà fou traspassat a un equip de la Segona Divisió on després de d'alguna cessió i de marcar uns registres prou bons marxà al Vila-real CF, equip amb el qual firmà un contracte per cinc temporades.

### Vila-real CF
Després d'una gran temporada amb l'equip filial groguet, el Vila-real CF B, a la Segona Divisió Espanyola, ascendí al primer equip. El seu debut en competició oficial fou a la UEFA Europa League davant l'FC Dnepr.
El 29 d'agost del 2010 debutà en la primera jornada de la Lliga 2010/11. On fou considerat el millor jugador del seu equip, tot i això acabà perdent 1-0 davant la Reial Societat.

### Llevant UE
El 31 de gener del 2011, l'última jornada del mercat d'hivern, s'oficialitzà la seua cessió al Llevant UE. Els pocs minuts de què disposava a l'equip de La Plana van acabar confirmant la sortida de l'equatorià. Va debutar en la 23a jornada de Lliga contra l'Almeria CF, substituint al minut 74 a Xisco Muñoz, el partit acabà amb victòria del Llevant UE per 1-0. En finalitzar la temporada va tornar a la disciplina de l'equip de La Plana.

### Real Betis
El 28 de juny de 2011 es va fer oficial la cessió de l'equatorià a l'equip andalús. L'acord va ser per un any, fitxa del jugador a càrrec del Betis i sense opció de compra.

### Monarcas Morelia
L'estiu del 2012 es va fer oficial el seu fitxatge pel Monarcas Morelia mexicà. Signà un contracte de tres anys.